# کریستانتوس اوچه
کریستانتوس اوچه (انگلیسی: Christantus Uche؛ زادهٔ ۱۹ مهٔ ۲۰۰۳) بازیکن فوتبال اهل نیجریه است که در حال حاضر برای ختافه در پست هافبک بازی می‌کند.
وی همچنین در تیم ملی فوتبال زیر ۲۳ سال نیجریه بازی کرده است.